# Heteroxenia medioensis
Heteroxenia medioensis är en korallart som beskrevs av Hilario Atanacio Roxas 1933. Heteroxenia medioensis ingår i släktet Heteroxenia och familjen Xeniidae. Inga underarter finns listade i Catalogue of Life.